# 대구국제뮤지컬페스티벌
대구국제뮤지컬페스티벌(Daegu International Musical Festival), 약칭  DIMF)은 대구광역시가 뮤지컬 중심 도시 구축과 세계 최초의 뮤지컬 전문 축제를 표방하여 2006년 Pre. 행사를 시작으로 매년 여름 문화체육관광부의 후원으로 개최하고 있는 국제행사이다.
해외프로덕션과의 지속적인 교류를 통한 해외초청 작품과 국내 창작뮤지컬지원사업, 미래인재 발굴시스템의 일환인 대학생뮤지컬페스티벌과 시민과 뮤지컬이 함께하는 개막축하공연 & 폐막행사(DIMF 어워즈), 남녀노소 누구나 참여 가능한 다채로운 부대행사를 펼치고 있다. 2019년 6월 21일부터 7월 8일까지 13회 행사가 치러진다.

## 개요
대구국제뮤지컬페스티벌은 대구컬러풀페스티벌, 대구약령시한방문화축제와 함께 대구를 대표하는 주요 축제 중 하나이다. 매년 6월 말부터 7월 초까지 2~3주간 대구의 주요 공연장에서 열리며, 국내외 뮤지컬 작품과 공연단을 초청하여 다양한 공연과 행사를 진행한다. 주요 프로그램으로는 개막작 공연, 창작지원작 공연, 대학생뮤지컬페스티벌, 특별공연 등이 있다. 축제 기간 동안 20여 개 이상의 다양한 뮤지컬 공연을 관람할 수 있으며, 부대 행사로는 '딤프린지'라는 거리 축제도 함께 열린다.

## 역대 행사
2006년 2월, 시범행사 성격의 Pre.페스티벌을 치른 뒤 이듬해(2007)년 5월, 제1회 정식 페스티벌을 개최했다. 이후 해마다 6월 행사를 이어오고 있다.

### Pre. DIMF (2006.2.2 ~ 3.28)
- 참가작품: 공식초청작 7편
- 주요작품: 렌트, 지킬앤하이드, 프로듀서스, 웨스트사이드스토리 & 회전목마, 팬양의 버블쇼, 캣츠 포에버 등

### 제1회 DIMF (2007.5.20 ~ 7.2)
- 참가작품: 공식초청작 7편, 창작지원작 5편, 대학생 15편
- 주요작품: 알파신조, 울고넘는 박달재, 심청, 달, 한네의 승천, 캣츠, 컨츄리보이스캣, 오즈의 마법사, 심청, 미라클, 우리 사랑해도 될까요, 마술사죠니,  등

### 제11회 DIMF (2017.6.23~7.10)
- 참가작품: 공식초청작 9편, 창작지원작 4편, 특별공연 4편, 대학생 9편
- 주요작품: 투란도트, 스팸어랏,폴리타, 셰익스피어의 십이야, 피아노포르테 등

### 제12회 DIMF (2018.6.22 ~ 7.9)
- 참가작품: 공식초청작 8편, 창작지원작 4편, 특별공연 3편, 대학생 9편
- 주요작품: 투란도트,플래시댄스,메피스토,아이러브피아프,로미오와줄리엣,블루레인 등

### 제13회 DIMF (2019.6.21~7.8)
- 참가작품: 총 8개국, 23 작품, 98회 공연 (유료공연 15개작, 무료공연 8개작)
- 개막작: 웨딩 싱어 (영국)
- 폐막작: 지붕 위의 바이올린(러시아)
- 공식초청작(8편): 웨딩 싱어(영국), 지붕 위의 바이올린(러시아), 블루레인(한국), 청춘(중국), 라 칼데로나(스페인), 이브 몽땅(프랑스),시간 속의 그녀(중국), One Fine Day(대만)
- 창작지원작(4편): YOU & IT, 톰 아저씨, 윤아를 소개합니다, Song of the Dark
- 특별공연(3편): 뮤지컬 투란도트(대구), 이중섭의 ‘메모리’(대구), 뮤지컬 만덕(제주)
- 대학생뮤지컬페스티벌(8편): 	경성대학교(스프링 어웨이크닝), 계명문화대학교(헤어스프레이), 목원대학교(헤어스프레이), 백석대학교(WEDDING DAY), 예원예술대학교(미스 사이공), 한국영상대학교(유린타운), 호산대학교 (장 담그는 날), 태국 마히돈 대학교(Amelia)
- 대상: 웨딩싱어
- 창작뮤지컬상: YOU & IT(작 오서은, 곡 이용규)
- 외국뮤지컬상: 청춘
- 심사위원상: 시간 속의 그녀, 만덕
- 남우주연상: 남경주(만덕-대행수), 드미트리 이바노프(지붕 위의 바이올린-테비예)
- 여우주연상: 김소향(투란도트-투란도트)
- 남주조연상: 한준용(투란도트-팽)
- 여우조연상: 류지은(윤아를 소개합니다-18살 윤아)
- 아성크리에이터상: 장소영(투란도트, 만덕)
- 공로상: 장익현

### 제14회 DIMF (2020.10.23~11.01)
- 공식초청작: YOU & IT
- 창작지원작(4편): 프리다-Last Night Show, 무도회장 폭탄사건, 산홍, 생텍쥐페리
- 대학생뮤지컬페스티벌: 그리스
- 특별공연(3편): 이상한 나라의 안이수, 기적소리, 푸르고 푸른
- 창작뮤지컬상: 프리다-Last Night Show (작 추정화, 곡 허수현)

### 제15회 DIMF (2021.6.18~7.5)
- 공식초청작: 프리다-Last Night Show, 네네네, TOWARD (부제: 내일을 사는 여자 휘인), 포미니츠, 지하철 1호선
- 창작지원작(5편): 란, 말리의 어제보다 특별한 오늘, 조선변호사, 로맨스칠성, 스페셜5
- 대학생뮤지컬페스티벌: 미스사이공, 메리골드, 사랑은 비를 타고, Roxie Hart, 오즈의 마법사, The Mad Ones, 꽃피는 바리
- 특별공연: 토장군을 찾아라
- 창작뮤지컬상: 말리의 어제보다 특별한 오늘(작 김주영, 곡 박병준), 스페셜5 (작 김정한, 곡 조아름)

### 제16회 DIMF (2022.6.24~7.11)
- 참가작품: 총 8개국, 22 작품, 98회 공연 (유료공연 15개작, 무료공연 8개작)
- 공식초청작(6편): 투란도트, The Choir of Man, 넌 리딩클럽 EP.2 내 마음은 온 우주보다 조금 커, 쇼맨_어느 독재자의 네 번째 대역배우, 스페셜5, 말리의 어제보다 특별한 오늘
- 대상: The Choir of Man
- 창작지원작(5편): 메리 애닝(MARY ANNING), 봄을 그리다, 브람스, 산들, 인비저블
- 특별공연(3편): 월곡, 화랑의 혼 대왕문무, 코스모플로라
- 대학생뮤지컬페스티벌 (8편): 유린타운, 레미제라블, 레비제라블_Slavation, 노트르담 드 파리, 뜨란지트1937, 로미오와 줄리엣, 1926 아리랑
- 창작뮤지컬상: 메리 애닝(작 이가은, 곡 정예영)
- 심사위원상: 쇼맨_어느 독재자의 네 번째 대역배우, 투란도트
- 남우주연상: 윤나무(쇼맨_어느 독재자의 네 번째 대역배우-네불라), 페트릭 비스코칠(투란도트-칼라프)
- 여우주연상: 최서연(메리 애닝-메리 애닝)
- 남우조연상: 홍준기(산들-산들)
- 여우조연상: 김아영(봄을 그리다-남나리)
- 아성크리에이터상: 박소영(쇼맨_어느 독재자의 네 번째 대역배우)

### 제17회 DIMF (2023~2023)
1. 항목

### 제18회 DIMF (2024.6.22~7.8)
제18회 대구국제뮤지컬페스티벌은 2024년 6월 21일부터 7월 8일까지 열렸다. 이번 축제는 대구오페라하우스를 비롯한 대구 시내의 여러 공연장에서 진행되었으며, 다양한 국내외 작품이 공연되었다. 주요 작품으로는 영국의 나인 투 파이브, 프랑스의 라 칼데로나, 그리고 한국의 투란도트 등이 있었다. 축제 기간 동안 관람객들은 20여 개의 뮤지컬을 즐길 수 있었으며, 다양한 부대행사도 함께 진행되었다.

## 주요 프로그램
- 공식 초청작: 해외와 국내에서 초청된 뮤지컬 작품을 개막작으로 공연하며, 이후에도 다양한 초청작 공연이 이어진다.
- 창작 지원작: 신작 뮤지컬을 발굴하고 제작을 지원하는 프로그램으로, 새로운 창작 뮤지컬 작품을 무대에 올린다.
- 대학생뮤지컬페스티벌: 뮤지컬 전공 대학생들이 참여하여 공연을 선보이는 무대로, 경쟁과 교류의 장을 마련하고 있다.
- DIMF 어워즈: 축제의 마지막을 장식하는 폐막 행사로, 축제 기간 동안의 우수한 작품과 공연자에게 시상한다.
- 딤프린지: 거리 공연으로, 남녀노소 누구나 참여 가능한 축제 분위기를 조성하며 대중과 함께하는 열린 행사이다.

## DIMF 뮤지컬 스타
대구국제뮤지컬페스티벌은 2015년부터 DIMF 뮤지컬 스타라는 뮤지컬 경연대회를 개최하고 있다. 이 대회는 만 24세 이하의 청소년에게 참가 자격이 주어지며, 뮤지컬 전공 학생들에게 수상 실적과 경험을 쌓을 기회를 제공한다. 2019년부터는 채널A에서 이 경연대회의 예선과 본선 무대를 편집하여 방송하기도 했다.
- 2019 DIMF 뮤지컬 스타
- 2020 DIMF 뮤지컬 스타
- 2021 DIMF 뮤지컬 스타
- 2022 DIMF 뮤지컬 스타
- 2023 DIMF 뮤지컬스타 커튼콜

## 현황
대구국제뮤지컬페스티벌은 매년 점점 더 많은 관객을 유치하고 있으며, 대구를 뮤지컬 문화의 중심지로 발전시키는 데 기여하고 있다. 축제는 대구광역시와 (사)대구국제뮤지컬페스티벌이 주최하고 있으며, 뮤지컬의 저변 확대와 지역 경제 활성화에 중요한 역할을 하고 있다. DIMF는 해외 프로덕션과의 지속적인 교류를 통해 새로운 작품을 소개하고, 뮤지컬 분야에서의 글로벌 협력을 강화하고 있다.